# I 2 deputati
I 2 deputati è un film del 1968 diretto da Giovanni Grimaldi.

## Trama
Francesco Grassiani e Franco Franchini sono due cognati che vivono nello stesso palazzo e lavorano nello stesso edificio: tuttavia mentre il primo è un importante burocrate, il secondo è un umile usciere. In vista delle elezioni politiche, Grassiani decide di presentarsi con la Democrazia Cristiana. Venutolo a sapere, i dirigenti del Partito Comunista Italiano propongono a Franchini la candidatura come indipendente del PCI; Franco inizialmente è dubbioso, ritenendosi troppo ignorante ed anche troppo cattolico per stare in quel partito, ma alla fine, su suggerimento della moglie, accetta.
Tra i due parte una campagna elettorale senza esclusione di colpi: prima tentano di rubarsi l'un l'altro il testo del discorso da fare nel comizio inaugurale, finendo per scambiarselo; poi Franco tenta di far litigare Francesco con i dirigenti della DC; infine un "sicario" di Grassiani rovina la tribuna elettorale conclusiva di Franco. L'estenuante scontro politico si conclude con l'elezione del comunista Franchini: la moglie di quest'ultimo cerca di riconciliarsi con la cognata, ma il suo atteggiamento provoca una rissa tra le due famiglie. Nel bel mezzo della lite entra in scena un dirigente della DC che avvisa Grassiani della morte di un neodeputato centrista: pertanto Francesco, primo dei non eletti, può approdare al Parlamento.